# Zanthoxylum rubescens
Zanthoxylum rubescens är en vinruteväxtart som beskrevs av Jules Émile Planchon och William Jackson Hooker. Zanthoxylum rubescens ingår i släktet Zanthoxylum och familjen vinruteväxter. Utöver nominatformen finns också underarten Z. r. disperma.